# Illusionsmuseet, Split
Illusionsmuseet eller Illusionernas museum (kroatiska: Muzej iluzija) är ett museum i Split i Kroatien. Det inviges år 2020 och är beläget strax väster om Strossmayers park och norr om Splits historiska stadskärna och det forna romerska Diocletianus-palatset. Illusionsmuseet är ett systermuseum till Illusionsmuseet i Zagreb. 

## Beskrivning
Museets tema är illusioner som på ett pedagogiskt sätt presenteras i dess utställningar. Genom bland annat optiska illusioner, hologram, virveltunnlar, oändlighetsrum och roterade rum testas gränserna för besökarnas uppfattning. 
Illusionsmuseet riktar sig till människor i alla åldrar men genom dess konceptuella utformning och pedagogiska presentationer är museet speciellt inriktat på målgruppen barn och ungdomar. I museet finns bland annat en "smartshop" och ett "smartlekrum".